# Dilofosaure
El dilofosaure (Dilophosaurus, "llangardaix de dues crestes" del grec dis/δίς, "dos"; lophos/λοφος, "cresta"; i sauros/σαυρος, "llangardaix") és un gènere de dinosaure teròpode que va viure entre el Sinemurià i el Pliensbaquià, al Juràssic inferior. El primer espècimen es descrigué l'any 1954, però no va ser fins una dècada més tard que el gènere va rebre el seu nom actual. El dilofosaure és un dels teròpodes del Juràssic més antics coneguts, però també un dels menys entesos.
El dilofosaure ha aparegut nombroses vegades en la cultura popular, ha esdevingut especialment famós per la pel·lícula Parc Juràssic.

## Descripció
Un dilofosaure adult feia uns 6 metres de longitud i 2,5 metres d'alçada, i podia arribar a pesar mitja tona.
El dilofosaure tenia un cap gran en comparació amb la resta del cos i el coll era llarg i flexible, controlat per músculs poderosos anclats a costelles i espines. La longitud de la finestra antorbitària de D. wetherilli era equivalent o superior al 25% de la longitud del crani. Sobre el crani eren presents un parell de crestes òssies. Una altra característica del crani és la presència d'una osca o diastema darrere de la primera fila de dents, que dona al dilofosaure un aparença quasi cocodriliana, similar als dinosaures espinosàurids suposadament piscívors. Aquesta osca existia en virtut d'una connexió dèbil entre la premaxil·la i el maxil·lar superior del crani. Aquesta conformació porta a la hipòtesi que el dilofosaure era carronyaire o que subjectava i esquinçava les preses amb les potes davanteres i posteriors, sent les dents frontals massa dèbils per a abatre i contenir grans preses. Les dents del dilofosaure eren inusualment llargues, però tenen un base molt petita i s'expandeixen basalment. Les dents primes situades davant la mandíbula probablement servien per a esquinçar la carn de les seves preses, mentre les dents posteriors servirien per a tallar la carn. Les extremitats anteriors del dilofosaure eren curtes però fortes i acabaven en quatre dits, dels quals tres disposaven d'urpes esmolades i un era vestigial. El primer dit era més curt i fort que els altres dos. Les extremitats posteriors eren llargues i poderoses. Els ossos del dilofosaure eren lleugers.

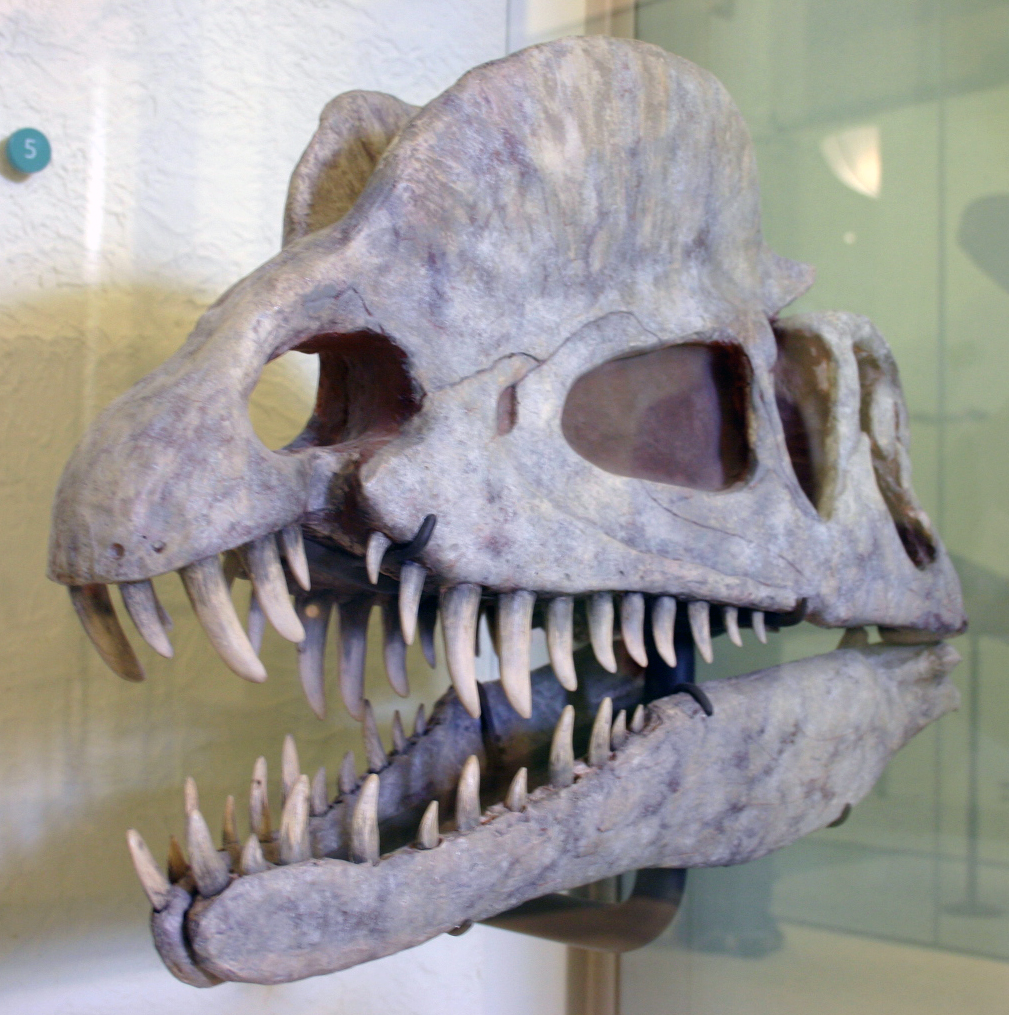
Crani de D. wetherilli exposat al American Natural History Museum.

### Les crestes
El tret més distintiu del dilofosaure és el parell de crestes parasagitals arrodonides i delicades que presentava sobre el seu crani. Les crestes eren llargues però tenien un gruix de pocs mil·límetres. Tot i la constitució prima i delicada de les crestes, aquestes estaven reforçades per pilars osis verticals. Els nasals participaven, en part, en l'estructura de les crestes. Encara que la seva funció no està clara es creu que possiblement eren emprades en el festeig. Per la part posterior acabaven en una estructura amb forma de pua. Estudis duts a terme per Robert Gay mostren que no hi ha indicis de dimorfisme sexual en els esquelets de dilofosaure, però no comenta res de la variació de la cresta.

## Descoberta i espècies
S'han trobat pocs espècimens fòssils de dilofosaure, fet que en fa un dinosaure difícil d'estudiar.
Les primeres restes fòssils de dilofosaure, pertanyents a tres individus de Dilophosaurus wetherilli, foren descobertes per Sam Welles l'estiu de 1942 durant una expedició organitzada per la Universitat de Califòrnia a la formació Kayenta, prop de Tuba City, Arizona, Estats Units. L'equip fou guiat fins al lloc on es van trobar els espècimens per un indi navajo, Mr Jesse Williams. Dels tres individus de dilofosaure recuperats un feia prop de 6 metres, els altres dos consistien en fragments erosionats. L'espècimen gairebé complet va ser dut a Berkeley per a ser netejat curosament i muntat, i rebé el nom de Megalosaurus wetherilli l'any 1954. Welles va tornar a la mateixa formació l'any 1964 per a determinar de quin període dataven els ossos i hi va trobar un nou espècimen no gaire lluny d'on s'havia fet la troballa anterior. Aquest exemplar era més ben preservat que els anteriors i presentava un parell de crestes primes sobre el cap. L'espècimen fou reanomenat l'any 1970 com a Dilophosaurus, basant-se en la cresta doble clarament visible en el nou esquelet.

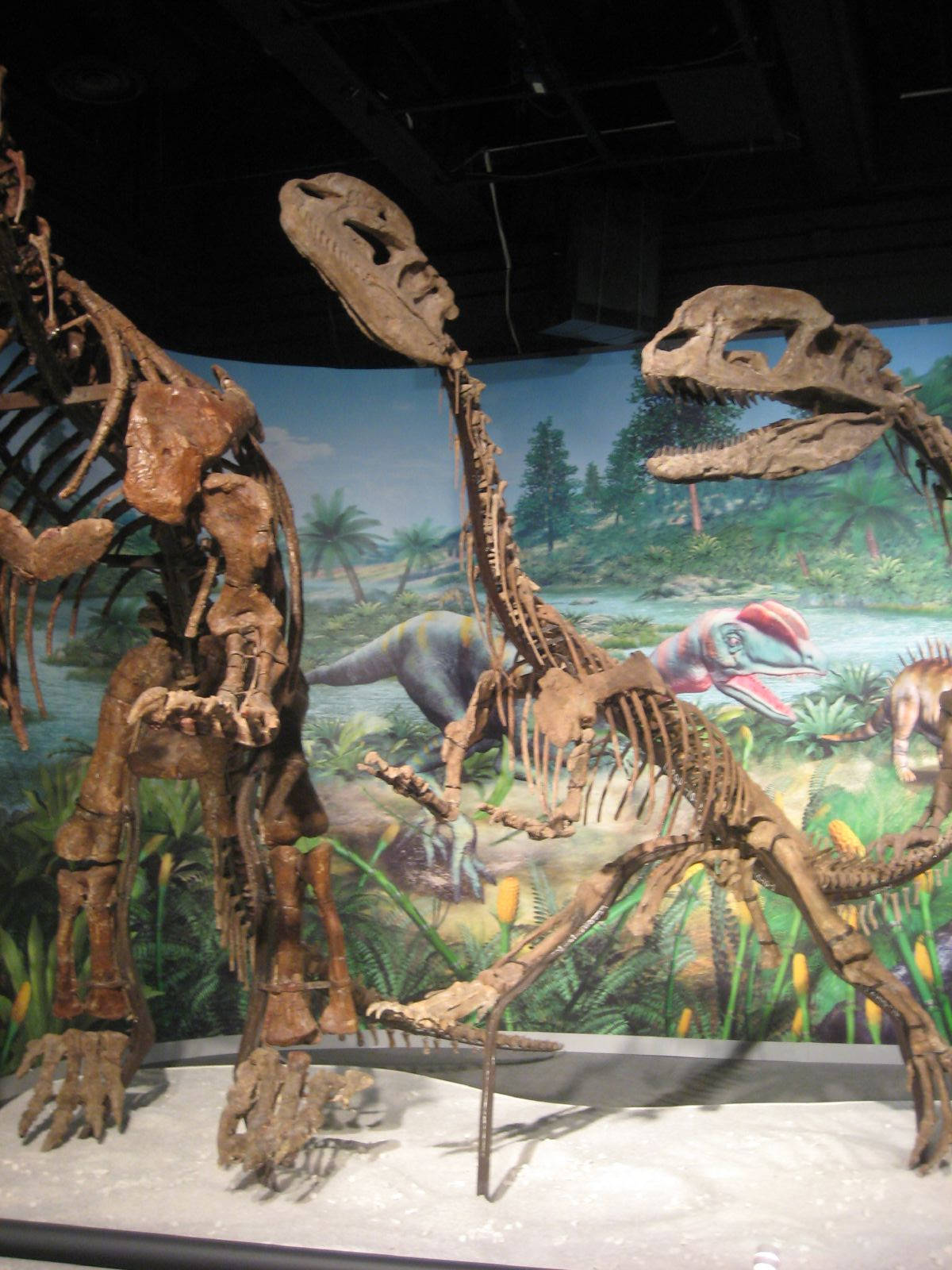
Esquelet de Dilophosaurus sinensis exhibit al Museu de la Ciència de Hong Kong.

Es coneix una altra espècie de dilofosaure, Dilophosaurus sinensis, que pot o no pertànyer a aquest gènere.
Es basa en l'espècimen KMV8701, un esquelet quasi complet amb el crani completament preservat. El crani d'aquesta espècie és un mica més curt que el de D. wetherilli i el parell de crestes que presentava eren més altes i més gruixudes. Possiblement s'emparenta amb el teròpode antàrtic criolofosaure, basant-se en el fet que la terminació anterior del jugal no participa en la finestra antorbitària interna i que la filera de dents del maxil·lar és completament davant de l'òrbita i acaba per davant de la vertical del puntal de l'os lacrimal. Arribava a fer 5,5 metres de longitud. Aquesta espècie fou trobada a la formació de Lufeng inferior, a la província de Yunnan, a la Xina, l'any 1987, juntament amb el prosauròpode Yunnanosaurus. Més tard, l'any 1993, fou descrita i anomenada per Shaojin Hu. La troballa d'aquesta espècie va ser el primer registrament de Dilophosaurus al continent asiàtic.
Una tercera espècie, Dilophosaurus breedorum, fou anomenada per Samuel Welles l'any 1995 en un manuscrit i publicada l'any 1999 per Welles i Pickering, dos anys després de la mort del primer. Aquesta espècie era basada en l'espècimen crestat UCMP 77270, trobat a Arizona, Estats Units. Al material original de Welles li mancaven crestes ben preservades, i va suggerir que els espècimens crestats pertanyien a una espècie diferent. No li va ser possible acabar el manuscrit que ho descrivia durant la seva vida, i finalment aquest nom va sortir en una publicació privada distribuïda per Pickering. A causa de la manca de diferències morfològiques significatives entre aquesta espècie i D. whetherilli, D. breedorum no s'ha acceptat com a vàlida en altres revisions del gènere.

## Classificació i filogènesi
El dilofosaure pot ser un membre primitiu del clade que conté els teròpodes ceratosaures i els tetanurs. Alternativament, alguns paleontòlegs classifiquen aquest gènere com un celofisoïdeu gros.
El següent cladograma mostra les relacions entre Dilophosaurus i els seus parents més propers segons l'anàlisi de Smith, Makovicky, Pol, Hammer, i Currie del 2007.
|           | Dracovenator                                                      |
|           |                                                                   |
| sense nom | \| \| Dilophosaurus \| \| \| \| \| \| Cryolophosaurus \| \| \| \| |
|           | \| \| Dilophosaurus \| \| \| \| \| \| Cryolophosaurus \| \| \| \| |
|           | Dilophosaurus                                                     |
|           |                                                                   |
|           | Cryolophosaurus                                                   |
|           |                                                                   |

|  | Dilophosaurus   |
|  |                 |
|  | Cryolophosaurus |
|  |                 |

|           | Dracovenator                                                      |
|           |                                                                   |
| sense nom | \| \| Dilophosaurus \| \| \| \| \| \| Cryolophosaurus \| \| \| \| |
|           | \| \| Dilophosaurus \| \| \| \| \| \| Cryolophosaurus \| \| \| \| |
|           | Dilophosaurus                                                     |
|           |                                                                   |
|           | Cryolophosaurus                                                   |
|           |                                                                   |

|  | Dilophosaurus   |
|  |                 |
|  | Cryolophosaurus |
|  |                 |

|  | Neoceratosauria |
|  |                 |
|  | Tetanurae       |
|  |                 |

|           | Dracovenator                                                      |
|           |                                                                   |
| sense nom | \| \| Dilophosaurus \| \| \| \| \| \| Cryolophosaurus \| \| \| \| |
|           | \| \| Dilophosaurus \| \| \| \| \| \| Cryolophosaurus \| \| \| \| |
|           | Dilophosaurus                                                     |
|           |                                                                   |
|           | Cryolophosaurus                                                   |
|           |                                                                   |

|  | Dilophosaurus   |
|  |                 |
|  | Cryolophosaurus |
|  |                 |

|           | Dracovenator                                                      |
|           |                                                                   |
| sense nom | \| \| Dilophosaurus \| \| \| \| \| \| Cryolophosaurus \| \| \| \| |
|           | \| \| Dilophosaurus \| \| \| \| \| \| Cryolophosaurus \| \| \| \| |
|           | Dilophosaurus                                                     |
|           |                                                                   |
|           | Cryolophosaurus                                                   |
|           |                                                                   |

|  | Dilophosaurus   |
|  |                 |
|  | Cryolophosaurus |
|  |                 |

|  | Neoceratosauria |
|  |                 |
|  | Tetanurae       |
|  |                 |

|           | Dracovenator                                                      |
|           |                                                                   |
| sense nom | \| \| Dilophosaurus \| \| \| \| \| \| Cryolophosaurus \| \| \| \| |
|           | \| \| Dilophosaurus \| \| \| \| \| \| Cryolophosaurus \| \| \| \| |
|           | Dilophosaurus                                                     |
|           |                                                                   |
|           | Cryolophosaurus                                                   |
|           |                                                                   |

|  | Dilophosaurus   |
|  |                 |
|  | Cryolophosaurus |
|  |                 |

|           | Dracovenator                                                      |
|           |                                                                   |
| sense nom | \| \| Dilophosaurus \| \| \| \| \| \| Cryolophosaurus \| \| \| \| |
|           | \| \| Dilophosaurus \| \| \| \| \| \| Cryolophosaurus \| \| \| \| |
|           | Dilophosaurus                                                     |
|           |                                                                   |
|           | Cryolophosaurus                                                   |
|           |                                                                   |

|  | Dilophosaurus   |
|  |                 |
|  | Cryolophosaurus |
|  |                 |

|  | Neoceratosauria |
|  |                 |
|  | Tetanurae       |
|  |                 |

|           | Dracovenator                                                      |
|           |                                                                   |
| sense nom | \| \| Dilophosaurus \| \| \| \| \| \| Cryolophosaurus \| \| \| \| |
|           | \| \| Dilophosaurus \| \| \| \| \| \| Cryolophosaurus \| \| \| \| |
|           | Dilophosaurus                                                     |
|           |                                                                   |
|           | Cryolophosaurus                                                   |
|           |                                                                   |

|  | Dilophosaurus   |
|  |                 |
|  | Cryolophosaurus |
|  |                 |

|           | Dracovenator                                                      |
|           |                                                                   |
| sense nom | \| \| Dilophosaurus \| \| \| \| \| \| Cryolophosaurus \| \| \| \| |
|           | \| \| Dilophosaurus \| \| \| \| \| \| Cryolophosaurus \| \| \| \| |
|           | Dilophosaurus                                                     |
|           |                                                                   |
|           | Cryolophosaurus                                                   |
|           |                                                                   |

|  | Dilophosaurus   |
|  |                 |
|  | Cryolophosaurus |
|  |                 |

|  | Neoceratosauria |
|  |                 |
|  | Tetanurae       |
|  |                 |

|           | Dracovenator                                                      |
|           |                                                                   |
| sense nom | \| \| Dilophosaurus \| \| \| \| \| \| Cryolophosaurus \| \| \| \| |
|           | \| \| Dilophosaurus \| \| \| \| \| \| Cryolophosaurus \| \| \| \| |
|           | Dilophosaurus                                                     |
|           |                                                                   |
|           | Cryolophosaurus                                                   |
|           |                                                                   |

|  | Dilophosaurus   |
|  |                 |
|  | Cryolophosaurus |
|  |                 |

|           | Dracovenator                                                      |
|           |                                                                   |
| sense nom | \| \| Dilophosaurus \| \| \| \| \| \| Cryolophosaurus \| \| \| \| |
|           | \| \| Dilophosaurus \| \| \| \| \| \| Cryolophosaurus \| \| \| \| |
|           | Dilophosaurus                                                     |
|           |                                                                   |
|           | Cryolophosaurus                                                   |
|           |                                                                   |

|  | Dilophosaurus   |
|  |                 |
|  | Cryolophosaurus |
|  |                 |

|  | Neoceratosauria |
|  |                 |
|  | Tetanurae       |
|  |                 |

|           | Dracovenator                                                      |
|           |                                                                   |
| sense nom | \| \| Dilophosaurus \| \| \| \| \| \| Cryolophosaurus \| \| \| \| |
|           | \| \| Dilophosaurus \| \| \| \| \| \| Cryolophosaurus \| \| \| \| |
|           | Dilophosaurus                                                     |
|           |                                                                   |
|           | Cryolophosaurus                                                   |
|           |                                                                   |

|  | Dilophosaurus   |
|  |                 |
|  | Cryolophosaurus |
|  |                 |

|           | Dracovenator                                                      |
|           |                                                                   |
| sense nom | \| \| Dilophosaurus \| \| \| \| \| \| Cryolophosaurus \| \| \| \| |
|           | \| \| Dilophosaurus \| \| \| \| \| \| Cryolophosaurus \| \| \| \| |
|           | Dilophosaurus                                                     |
|           |                                                                   |
|           | Cryolophosaurus                                                   |
|           |                                                                   |

|  | Dilophosaurus   |
|  |                 |
|  | Cryolophosaurus |
|  |                 |

|  | Neoceratosauria |
|  |                 |
|  | Tetanurae       |
|  |                 |

|           | Dracovenator                                                      |
|           |                                                                   |
| sense nom | \| \| Dilophosaurus \| \| \| \| \| \| Cryolophosaurus \| \| \| \| |
|           | \| \| Dilophosaurus \| \| \| \| \| \| Cryolophosaurus \| \| \| \| |
|           | Dilophosaurus                                                     |
|           |                                                                   |
|           | Cryolophosaurus                                                   |
|           |                                                                   |

|  | Dilophosaurus   |
|  |                 |
|  | Cryolophosaurus |
|  |                 |

|           | Dracovenator                                                      |
|           |                                                                   |
| sense nom | \| \| Dilophosaurus \| \| \| \| \| \| Cryolophosaurus \| \| \| \| |
|           | \| \| Dilophosaurus \| \| \| \| \| \| Cryolophosaurus \| \| \| \| |
|           | Dilophosaurus                                                     |
|           |                                                                   |
|           | Cryolophosaurus                                                   |
|           |                                                                   |

|  | Dilophosaurus   |
|  |                 |
|  | Cryolophosaurus |
|  |                 |

|  | Neoceratosauria |
|  |                 |
|  | Tetanurae       |
|  |                 |

|           | Dracovenator                                                      |
|           |                                                                   |
| sense nom | \| \| Dilophosaurus \| \| \| \| \| \| Cryolophosaurus \| \| \| \| |
|           | \| \| Dilophosaurus \| \| \| \| \| \| Cryolophosaurus \| \| \| \| |
|           | Dilophosaurus                                                     |
|           |                                                                   |
|           | Cryolophosaurus                                                   |
|           |                                                                   |

|  | Dilophosaurus   |
|  |                 |
|  | Cryolophosaurus |
|  |                 |

|           | Dracovenator                                                      |
|           |                                                                   |
| sense nom | \| \| Dilophosaurus \| \| \| \| \| \| Cryolophosaurus \| \| \| \| |
|           | \| \| Dilophosaurus \| \| \| \| \| \| Cryolophosaurus \| \| \| \| |
|           | Dilophosaurus                                                     |
|           |                                                                   |
|           | Cryolophosaurus                                                   |
|           |                                                                   |

|  | Dilophosaurus   |
|  |                 |
|  | Cryolophosaurus |
|  |                 |

|  | Neoceratosauria |
|  |                 |
|  | Tetanurae       |
|  |                 |

## En la cultura popular

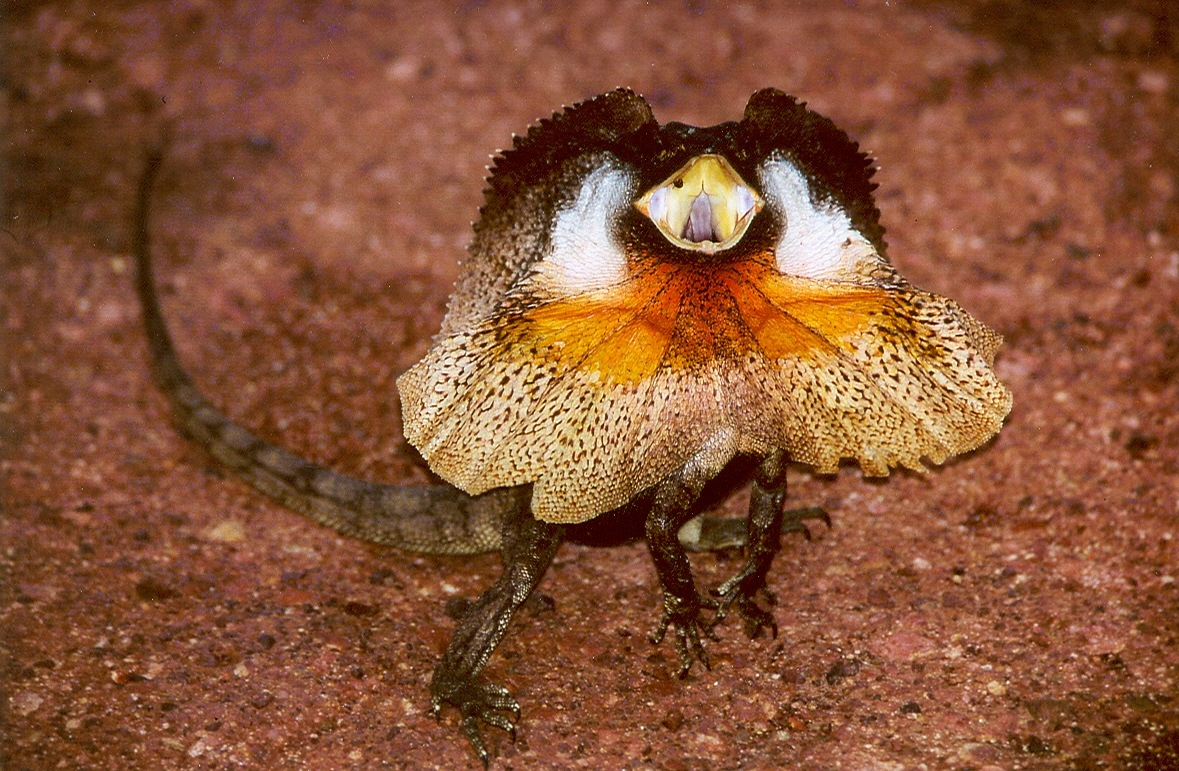
Llangardaix de gorguera mostrant el collar al voltant del coll que recorda al del dilofosaure de Jurassic Park.

Dilophosaurus fou prominentment representat en la pel·lícula de l'any 1993 Parc Juràssic i en la novel·la original, que porta el mateix títol, de Michael Crichton. En la versió cinematogràfica, el dilofosaure presenta un collar al voltant del seu coll (molt similar al llangardaix de gorguera) i escup verí encegador, dirigit cap als ulls per a cegar i paralitzar la seva presa (molt similar a les cobres escupidores). No hi ha cap prova que doni suport a cap dels dos trets, es tracta d'una llicència creativa de Crichton. En la película, Steven Spielberg també va reduir la mida del dilofosaure fins a 0,91 metres d'alçada i 1,5 metres de longitud, molt més petit del que era en realitat. El marxandatge de Parc Juràssic, incloent joguines i videojocs (com Jurassic Park: Operation Genesis i els jocs d'arcade The Lost World: Jurassic Park i Jurassic Park III), sovint inclouen el dilofosaure.
Tot i aquestes incorreccions, el dilofosaure de Jurassic Park s'ha copiat en nombroses ocasions. Molts altres videojocs, com ParaWorld i Jurassic Wars, i Ice Age: Dawn of the Dinosaurs representen dilofosaurus modelat segons les representacions a Jurassic Park. Un videojoc, Turok de l'any 2008, representa el dilofosaure basat en fòssils reals i apareix amb la mida correcta. El dilofosaure també es representa en el documental americà When Dinosaurs Roamed America, matant un anquisaure i espantant un grup de Syntarsus (actualment coneguts com a Megapnosaurus).

## Galeria

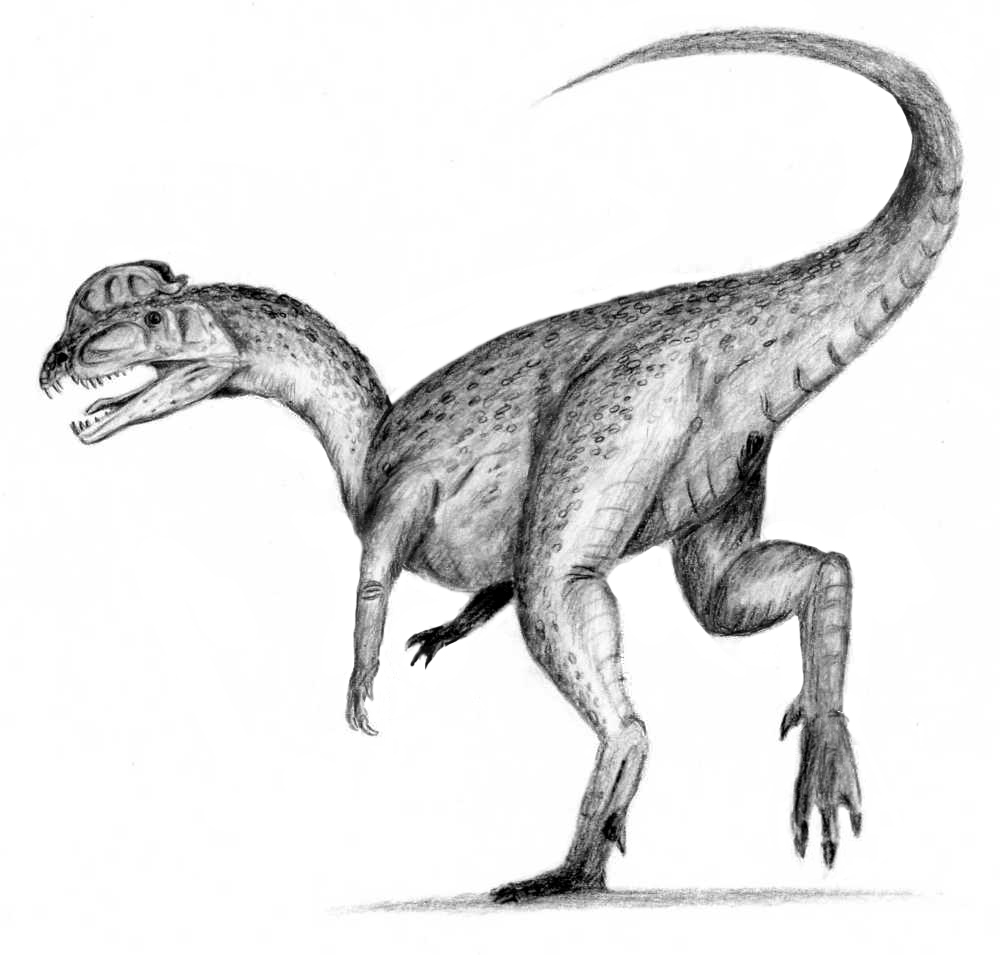
Reconstrucció de Dilophosaurus wetherilli
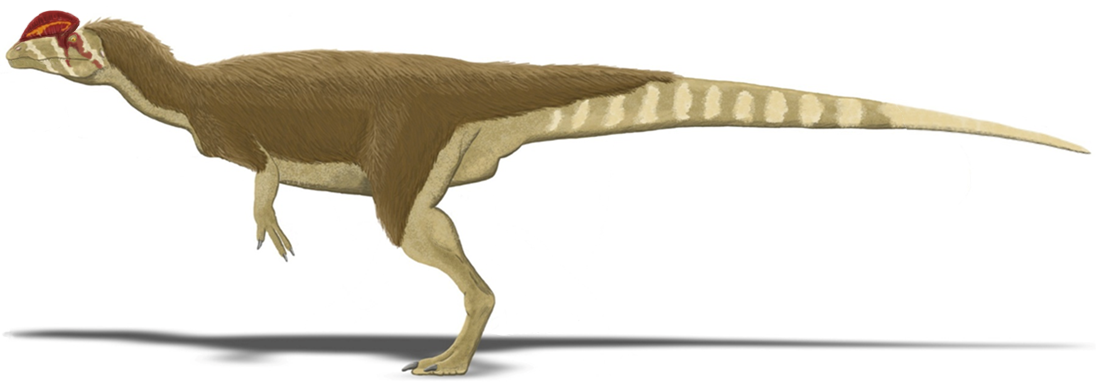
Reconstrucció de D. wetherilli amb una capa especulativa de plomes.
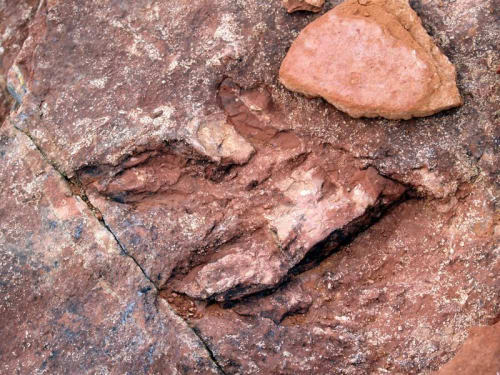
Una probable petjada de dilofosaure en la Red Fleet Dinosaur Tracks Park al nord-est de Utah, 2007
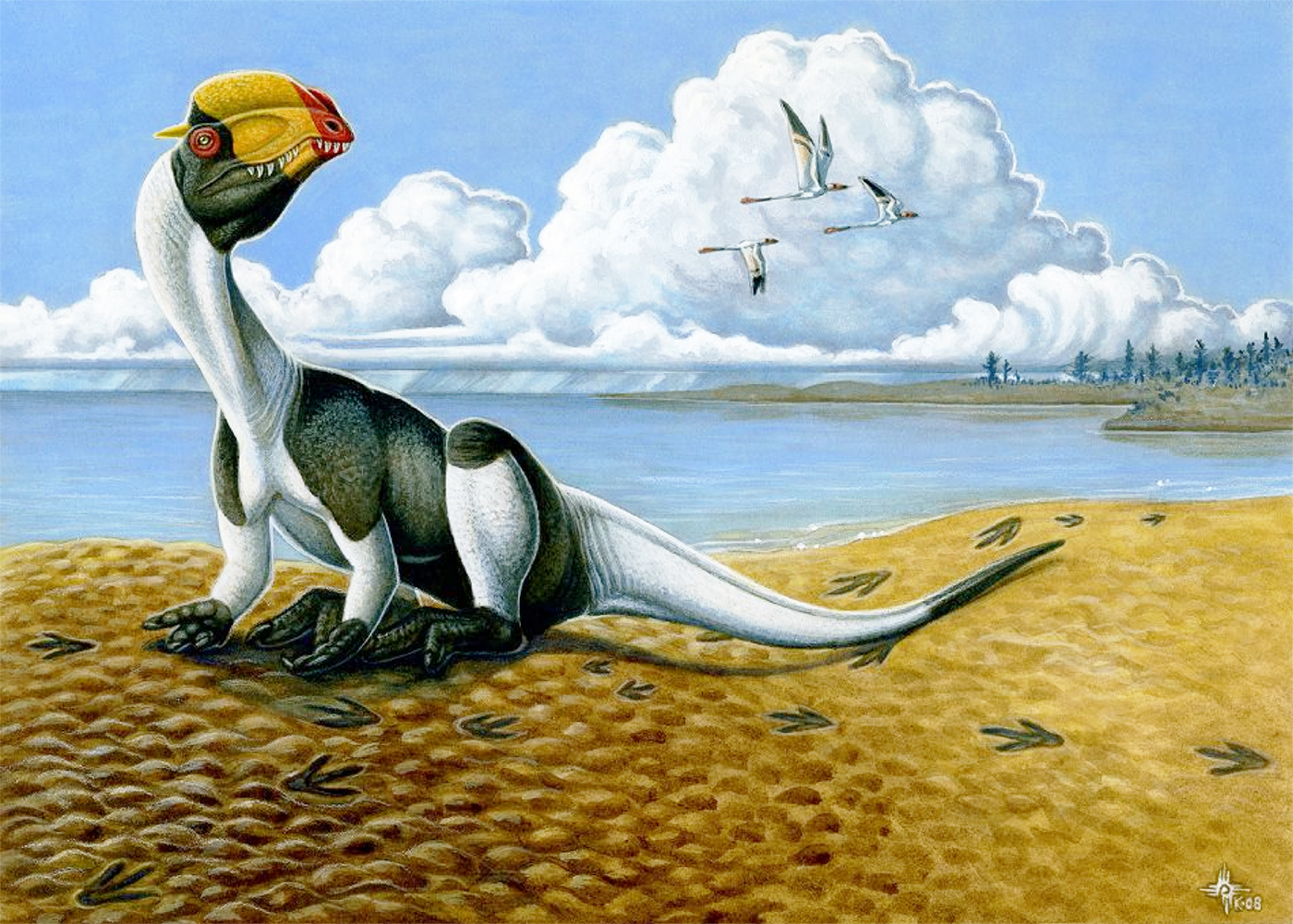
Representació d'un entorn del Juràssic inferior preservat al SGDS, amb un Dilophosaurus wetherilli en una postura similar a la d'un ocell descansant.
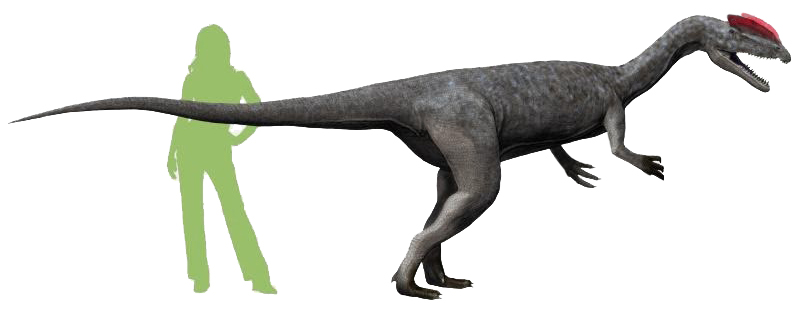
La mida d'un  D. wetherilli  en comparació amb un humà.
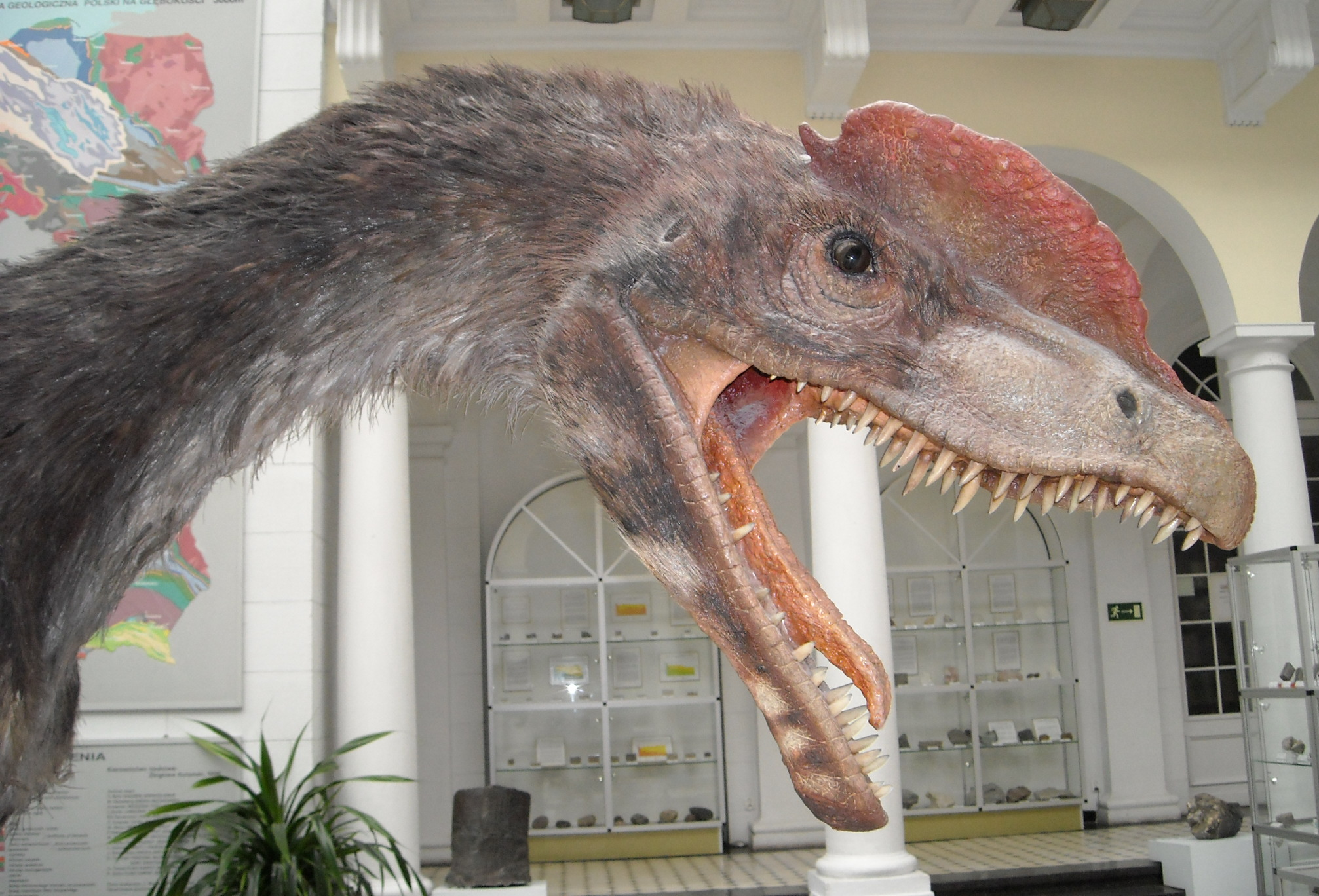
Reconstrucció d'un D. wetherilli al Museu Geològic de l'Institut Geològic Polonès, a Varsòvia.